# Palhais (Barreiro)
Palhais é uma povoação portuguesa do Município do Barreiro que foi sede da extinta Freguesia de Palhais, freguesia que tinha 7,11 km² de área e 1 869 habitantes (2011), e, por isso, uma densidade populacional de 262,9 hab/km². 
A Freguesia de Palhais foi extinta em 2013, no âmbito de uma reforma administrativa nacional, tendo sido agregada à Freguesia de Coina para formar uma nova freguesia denominada União das Freguesias de Palhais e Coina da qual é a sede.
Palhais fez parte do extinto concelho de Lavradio entre 1670 e 1836, passando para o também extinto concelho de Alhos Vedros entre 1836 e 1855.

## População
| População da freguesia de Palhais | População da freguesia de Palhais | População da freguesia de Palhais | População da freguesia de Palhais | População da freguesia de Palhais | População da freguesia de Palhais | População da freguesia de Palhais | População da freguesia de Palhais | População da freguesia de Palhais | População da freguesia de Palhais | População da freguesia de Palhais | População da freguesia de Palhais | População da freguesia de Palhais | População da freguesia de Palhais | População da freguesia de Palhais |
| --------------------------------- | --------------------------------- | --------------------------------- | --------------------------------- | --------------------------------- | --------------------------------- | --------------------------------- | --------------------------------- | --------------------------------- | --------------------------------- | --------------------------------- | --------------------------------- | --------------------------------- | --------------------------------- | --------------------------------- |
| 1864                              | 1878                              | 1890                              | 1900                              | 1911                              | 1920                              | 1930                              | 1940                              | 1950                              | 1960                              | 1970                              | 1981                              | 1991                              | 2001                              | 2011                              |
| 752                               | 869                               | 1 163                             | 1 712                             | 2 501                             | 2 959                             | 3 140                             | 3 577                             | 4 336                             | 4 689                             | 5 528                             | 8 042                             | 1 138                             | 1 224                             | 1 869                             |

Com lugares desta freguesia foi criada pela  Lei n.º 135/85, a freguesia de Coina e pela Lei n.º 135/85,  de 4 de Outubro, a freguesia de Santo António da Charneca
| Distribuição da População por Grupos Etários | Distribuição da População por Grupos Etários | Distribuição da População por Grupos Etários | Distribuição da População por Grupos Etários | Distribuição da População por Grupos Etários | Distribuição da População por Grupos Etários | Distribuição da População por Grupos Etários | Distribuição da População por Grupos Etários | Distribuição da População por Grupos Etários | Distribuição da População por Grupos Etários |
| -------------------------------------------- | -------------------------------------------- | -------------------------------------------- | -------------------------------------------- | -------------------------------------------- | -------------------------------------------- | -------------------------------------------- | -------------------------------------------- | -------------------------------------------- | -------------------------------------------- |
| Ano                                          | 0-14 Anos                                    | 15-24 Anos                                   | 25-64 Anos                                   | > 65 Anos                                    |                                              | 0-14 Anos                                    | 15-24 Anos                                   | 25-64 Anos                                   | > 65 Anos                                    |
| 2001                                         | 156                                          | 172                                          | 710                                          | 186                                          |                                              | 12,7%                                        | 14,1%                                        | 58,0%                                        | 15,2%                                        |
| 2011                                         | 321                                          | 168                                          | 1 093                                        | 287                                          |                                              | 17,2%                                        | 9,0%                                         | 58,5%                                        | 15,4%                                        |

Média do País no censo de 2001:  0/14 Anos-16,0%; 15/24 Anos-14,3%; 25/64 Anos-53,4%; 65 e mais Anos-16,4%
Média do País no censo de 2011:   0/14 Anos-14,9%; 15/24 Anos-10,9%; 25/64 Anos-55,2%; 65 e mais Anos-19,0%

## História
Palhais é uma terra ligada ao inicio dos Descobrimentos Marítimos portugueses. Nos finais do século XV e inícios do século XVI existiu um estaleiro naval, junto ao rio Coina onde se construíam os navios dos Descobrimentos, onde depois seguiam para Lisboa para se dar os últimos retoques. Da Mata da Machada era retirada a madeira para a construção das embarcações.
Também em Palhais se fabricava um pão de trigo, água e sal, o chamado biscoito, que servia de alimento nas viagens marítimas. Os fornos que fabricavam os biscoitos encontravam-se no Complexo Real de Vale de Zebro que tinha cerca de 27 fornos, e um moinho de maré de oito moendas que moía os cereais para o fabrico dos biscoitos.
A igreja de Nossa Senhora da Graça é um dos monumentos da localidade ligado ao descobrimentos, da era  manuelina (século XVI), dedicada a N.ª Sra da Graça. O seu Pórtico (gótico floreado) está classificado como Imóvel de Interesse Público desde 1922. Pertenceu à Ordem Militar de Santiago, sendo o arquitecto/canteiro encarregado, Afonso Pires.

## Património
- Igreja de Nossa Senhora da Graça de Palhais
- Moinho de Maré de Palhais
- Mata da Machada
- Campo Arqueológico da Mata da Machada
- Vale de Zebro
- Escola de Fuzileiros

## Movimento associativo
- Grupo Recreativo e Desportivo de Palhais
- Centro Popular e Recreativo e Cultural da Quinta do Torrão